# Triathlon na Letnich Igrzyskach Olimpijskich 2012
Triathlon na Letnich Igrzyskach Olimpijskich 2012 rozgrywany był w dniach 4 sierpnia (kobiety) i 7 sierpnia 2012 (mężczyźni) w Hyde Park. W zawodach olimpijskich uczestniczyło 110 triathlonistów, 55 kobiet i 55 mężczyzn.

## Konkurencje
Kobiety
- indywidualnie

Mężczyźni
- indywidualnie

## Trasa zawodów

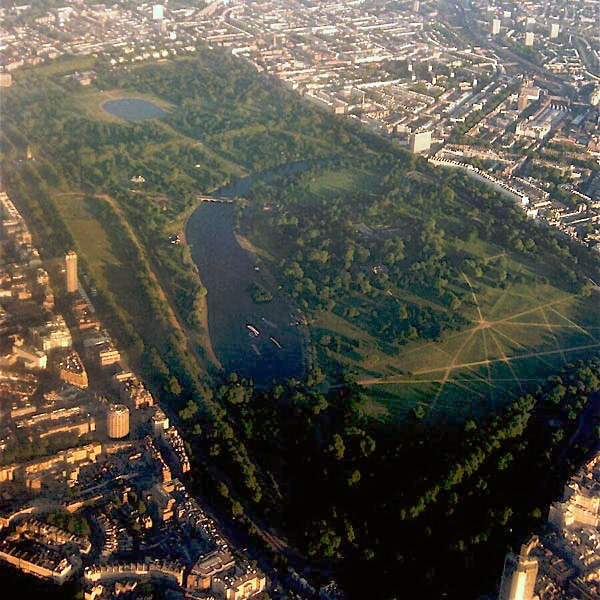
Widok z lotu ptaka na Hyde Park

Triathlon zadebiutował na Igrzyskach Olimpijskich w Sydney w 2000. Na zawodach olimpijskich zawodnicy mieli kolejno do przepłynięcia 1,5 km, przejechania na rowerze 40 km, przebiegnięcia 10 km.
Zawodnicy i zawodniczki startowali z platformy startem wspólnym. Pływanie odbyło się w jeziorze Serpentine. Zawodnicy po opuszczeniu strefy zmian (T1) udali się na trasę kolarską, która wiedzie przez Bramę Królowej Matki. Zawodnicy opuścili wówczas Hyde Park i jechali ku łukowi triumfalnemu Wellington Arch, poruszając się drogami Constitution Hill i Birdcage Walk. Pod Pałacem Buckingham usytuowano nawrót trasy kolarskiej, która kierowała do strefy zmian (T2) w Hyde Parku. Trasa biegowa składała się z czterech okrążeń po 2,5 km wokół jeziora Serpentine. Zwycięzcą zawodów był zawodnik, który pokonał trasę w najkrótszym czasie.

## Program zawodów
| Wydarzenie     | Data            | Godzina rozpoczęcia (UTC+1) |
| -------------- | --------------- | --------------------------- |
| Start kobiet   | 4 sierpnia 2012 | 9:00                        |
| Start mężczyzn | 7 sierpnia 2012 | 11:30                       |

## Medaliści
| Konkurencja           | Złoto                   | Srebro             | Brąz                    |
| Kobiety (szczegóły)   | Nicola Spirig (CHE)     | Lisa Nordén (SWE)  | Erin Densham (AUS)      |
| Mężczyźni (szczegóły) | Alistair Brownlee (GBR) | Javier Gómez (ESP) | Jonathan Brownlee (GBR) |

## Tabela medalowa
| Miejsce | Państwo         | Złoto | Srebro | Brąz | Razem |
| ------- | --------------- | ----- | ------ | ---- | ----- |
| 1       | Wielka Brytania | 1     | 0      | 1    | 2     |
| 2       | Szwajcaria      | 1     | 0      | 0    | 1     |
| 3       | Szwecja         | 0     | 1      | 0    | 1     |
| 3       | Hiszpania       | 0     | 1      | 0    | 1     |
| 4       | Australia       | 0     | 0      | 1    | 1     |
|         | Razem           | 2     | 2      | 2    | 6     |